# Нагель, Фёдор Борисович
Фёдор (Оскар) Борисович Нагель (1831, либо 1832 — 18 [31] июля 1903) — архитектор.
Окончил Академию Художеств в 1854 году.
Был архитектором различных учебных заведений, гласным Городской думы. Похоронен на Успенском кладбище.

## Постройки

### Санкт-Петербург

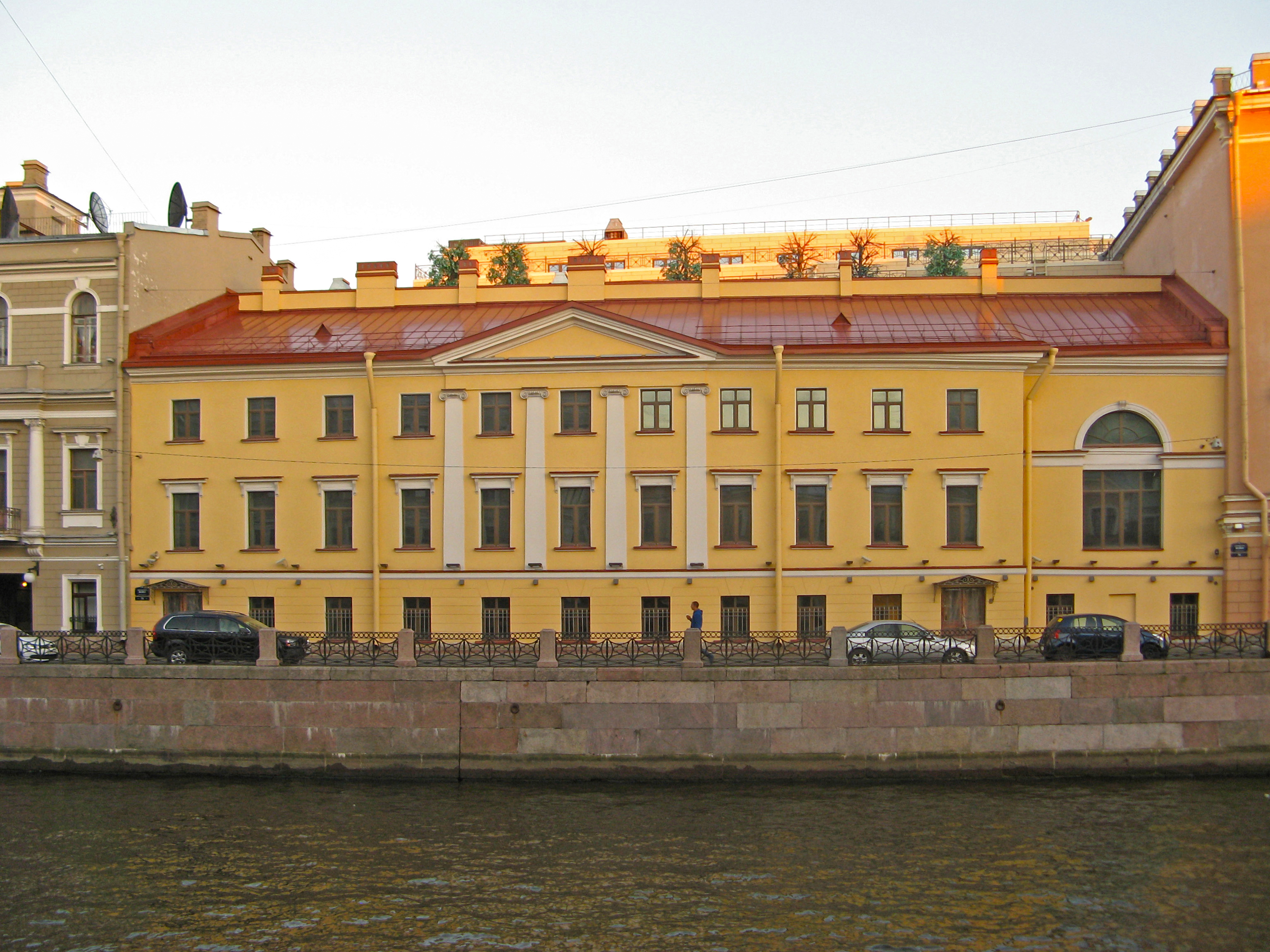
Здание Государственного контроля (набережная Мойки, 74)

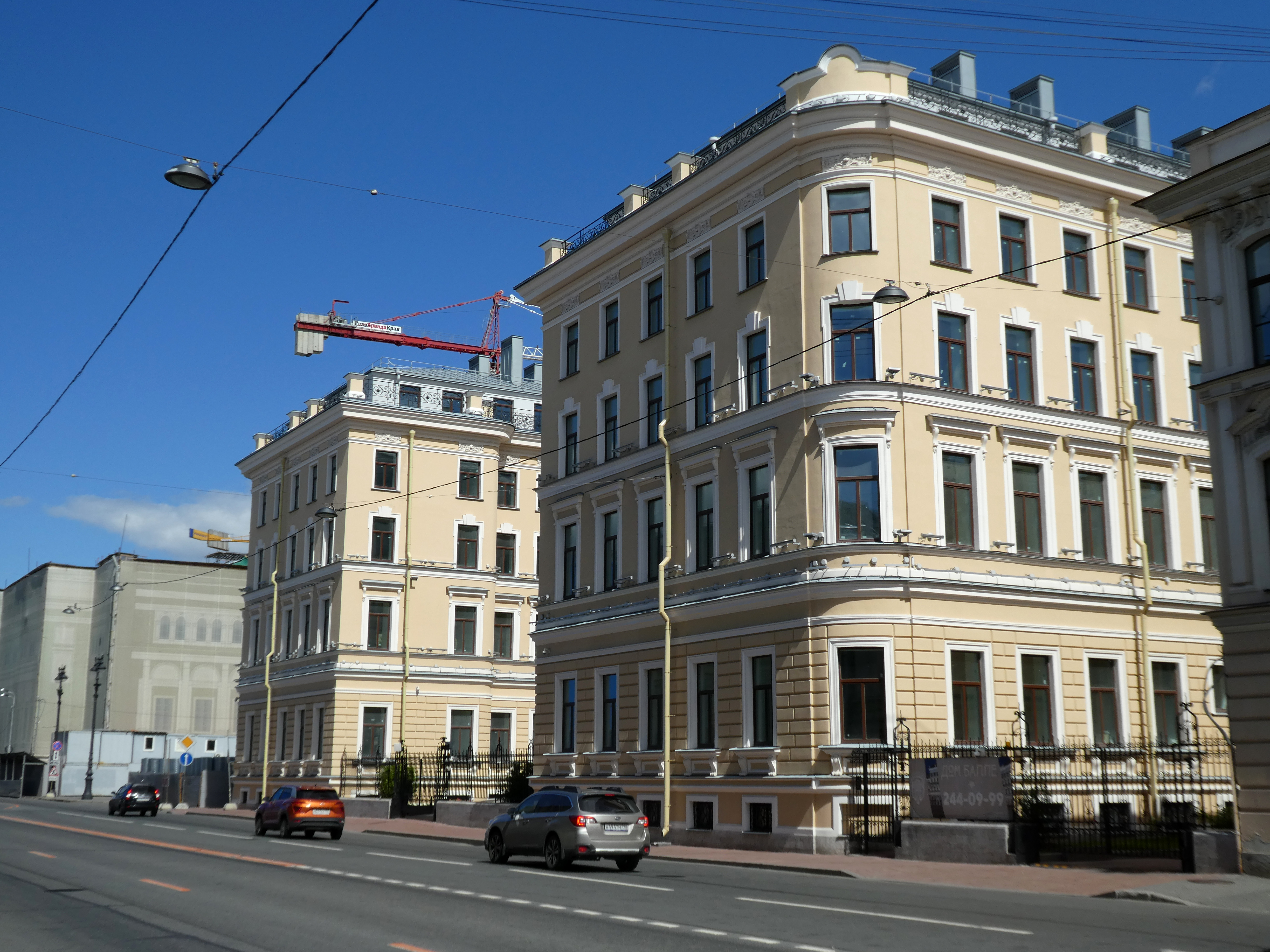
Дом Мордвинова (перестроен в 2015—2021 годах)

- Греческая площадь — Лиговский проспект, 6 — Церковь вмч. Димитрия Солунского при греческом посольстве (участие; арх. Р. И. Кузьмин). 1861—1866[3] (снесена в 1962 году для постройки концертного зала «Октябрьский»).
- Петровский проспект, 9 — производственные здания пивомедоваренного завода «Бавария». 1864—1870-е.
- Проспект Римского-Корсакова, 19 — Большая Подьяческая улица, 16 — доходный дом. Перестройка. 1871.
- Фарфоровская улица, 1 — Производственные сооружения пивоваренного завода «Вена». 1875.
- Перевозная улица — производственные здания О-ва водочных заводов Бекмана. 1876—1879, 1890—1892
- Улица Марата, 44 — доходный дом. Перестройка. 1884.
- Лиговский проспект, 29, правая часть — доходный дом. 1886.
- Почтамтская улица, 4 — доходный дом. Перестройка. 1887.
- Большая Конюшенная улица, 4/Шведский переулок, 1, двор — «Зал под сводами» в доме Финской церкви. 1888.
- Набережная Кутузова, 32 — особняк М. И. Скалон. Перестройка. 1889[4].
- Свердловская набережная, 34 — производственные здания пивоваренного завода «Новая Бавария» пивоваренного общества Бавария . 1889.
- Набережная реки Мойки, 74 — здание Государственного контроля. Объединение корпусов. 1890. Одновременно Ф. Б. Нагель обновил церковь Ахтырской иконы Божией Матери, располагавшуюся на третьем этаже[5][6]
- Ждановская улица, 1 — доходный дом. 1890—1891.
- Переулок Пирогова, 7 — здание Государственного контроля. Перестройка. 1891—1892. Совместно с Г. Г. Рабцевичем. (Надстроено).
- Мытнинская набережная — мраморный киот в память спасения Александра III в Борках. 1892[7].
- Зверинская улица, 6 — доходный дом. 1894. (Надстроен и расширен).
- улица Глинки, 4/Театральная площадь, 14 — дом Мордвинова. В 1895 году Нагель перестроил здание из особняка 1788 года работы Давида Висконти[8].
- Улица Блохина, 31/Зверинская улица, 3 — здание Еленинского училища. Перестройка и расширение. 1898. Совместно с Н. И. Полешко. Здание получило новый эклектический фасад. Двусветная церковь святых равноапостольных Константина и Елены с куполом посреди здания была завершена в 1899 году[5]
- Коломенская улица, 19/Свечной переулок, 16 — доходный дом. 1903.

### Прочее
- Пивоваренные заводы в Москве.
- 1898 — проект дворца в Ялте для графа Александра Александровича Мордвинова-второго (правнука адмирала Н. С. Мордвинова)[9]; дворец был построен по этому проекту в 1901—1903 (по другим сведениям — строительство началось в 1899 году) годах архитектором О. Э. Вегенером[10].
- Троицкий мост — заложен 12 августа 1897 года, строительство завершено в 1903 году. Металлическая часть моста с каменными опорами построена французским строительным Обществом «Батиньоль» под руководством Исполнительной комиссии (председатель А. И. Глуховской), членом которой был Ф. Б. Нагель. Каменная часть моста построена А. Симоновым и Е. Кнорре по проекту Г. Г. Кривошеина[11].